# Sue Savage-Rumbaugh
Sue Savage-Rumbaugh (née le 16 août 1946), est une primatologue surtout connue pour ses travaux sur l'acquisition d'un langage par deux bonobos : Kanzi et Panbanisha au travers de l'apprentissage de lexigrammes (le Yerkish). Elle a travaillé jusqu'il y a peu au centre de recherche sur le langage de l'université de Géorgie (Atlanta, Géorgie). Aujourd'hui, elle contribue au Great Ape Trust à Des Moines, Iowa.

## Biographie

### Études
Sue Savage Rumbaugh fait ses études à l'université de l'Oklahoma où elle décrocha son doctorat en 1975. Elle reçut de nombreuses distinctions et récompenses. En 1997, elle est faite docteure honoris causa de l'université de Chicago et en 2008, de l'université d'État du Missouri.

### Recherches
Sue Savage-Rumbaugh travaille durant trente années au Centre de recherche sur le langage de l'université d'État de Géorgie. Par la suite, elle devient directrice des recherches sur les bonobos du Great Ape Trust. Elle se retire en 2007 mais reste néanmoins impliquée dans le projet en qualité d'expert-référent poursuivant ainsi ses recherches.
Selon elle, le langage n'est pas l'apanage de l'humanité et peut être appris par d'autres primates. Cette position n'est pas sans soulever de polémiques avec de nombreuses disciplines comme la linguistique, la psychologie et d'autres sciences étudiant le cerveau et les fonctions cognitives supérieures. Ses détracteurs arguant que des chimpanzés bonobo comme Kanzi, s'ils peuvent avoir recours à des éléments langagiers ne peuvent cependant pas être considérés comme étant dotés d'un langage parce qu'ils en passeraient à côté des fondamentaux.
La méthodologie développée par Sue Savage Rumbaugh est une immersion des primates dans le monde du langage depuis le plus jeune âge.

## Publications
- Ape Language: From Conditioned Response to Symbol, New York: Columbia University Press, 1986 (ASIN B000OQ1WIY)
- Avec Roger Lewin, Kanzi: The Ape at the Brink of the Human Mind, Wiley, 1996  (ISBN 047115959X)
- Avec Stuart G. Shanker et Talbot J. Taylor, Apes, Language, and the Human Mind, Oxford, 2001  (ISBN 019514712X)